# Якщо це трапиться з тобою
«Якщо це трапиться з тобою» («Если это случится с тобой») — радянський художній фільм 1973 року, знятий режисером Ігорем Ніколаєвим на Кіностудії ім. М. Горького.

## Сюжет
Під час походу місцями бойової слави, школярі розмірковують, як вони повелися, опинившись дома солдатів Другої Першої світової. І раптом вони справді опиняються на той час…

## У ролях
- Сергій Образов — Вова Кабаченко
- Катерина Малініна — Катя
- Сергій Комолов — Альоша
- Володя Цвєтков — Ромка
- Владлен Паулус — Юрій Семенович, вчитель
- Світлана Коновалова — мати Ромки
- Юрій Дружинін — танкіст
- Еля Молоканова — роль другого плану
- Саша Буркович — роль другого плану
- Сергій Григоренко — роль другого плану
- Альоша Кабанов — роль другого плану
- Ваня Макушок — роль другого плану
- Вітя Пінський — роль другого плану
- Альоша Алієв — роль другого плану
- Олена Гришина — епізод

## Знімальна група
- Режисер — Ігор Ніколаєв
- Сценарист — В'ячеслав Наумов
- Оператор — Олексій Чардинін
- Композитор — Олексій Ніколаєв
- Художники — Ольга Бєднова, Людмила Безсмертнова